# Implementacja (teoria decyzji)
Implementacja (wdrożenie, przystosowanie, realizacja, ang. implementation) – część procesu decyzyjnego znajdująca się na wyjściu systemu, polegająca na urzeczywistnieniu podjętej decyzji za pomocą odpowiednio dobranych środków.  
Pominięcie faz implementacji i kontroli sprawia, że podjęta decyzja może nie spełnić swojego zadania, to jest pozytywnego rozwiązania problemu decyzyjnego. Prawidłowy przebieg procesu decyzyjnego winien zawierać więc obie te fazy. Nie zawsze jednak tak się dzieje. Niekiedy faza implementacji pomijana jest świadomie z powodu niedostatku środków do wykonania decyzji, przez co nabiera ona jedynie wyrazu symbolicznego. Innym przypadkiem jest nieprzyznanie środków na implementację decyzji przez decydenta, co jest sposobem na sabotaż decyzji.